# Răicani, Alba
Răicani este un sat în comuna Galda de Jos din județul Alba, Transilvania, România.

 Acest articol despre o localitate din județul Alba este deocamdată un ciot. Puteți ajuta Wikipedia prin completarea lui.